# Sepot

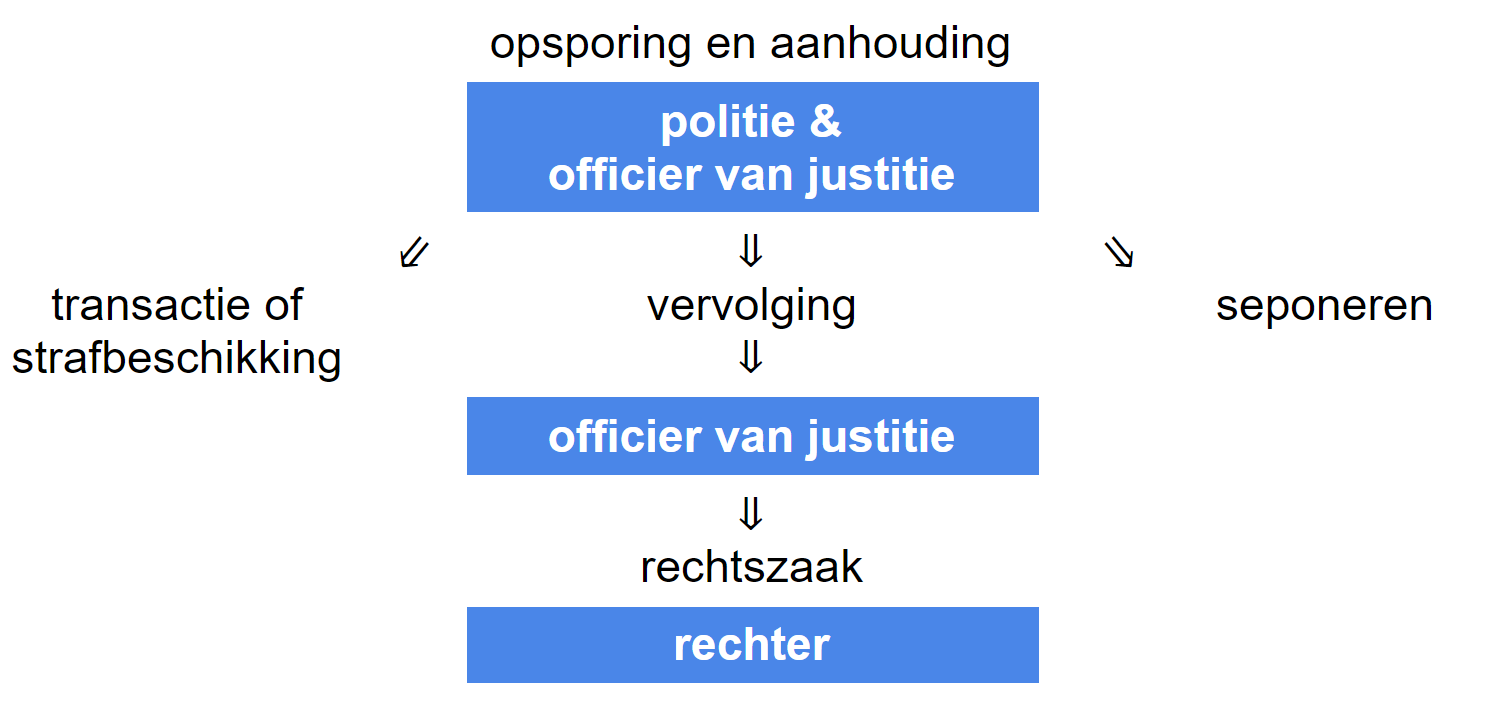
Wanneer er een misdrijf is gepleegd, verloopt de procedure volgens een vast patroon.

Een sepot, seponering of seponeren is een beslissing van het Openbaar Ministerie om een strafbaar feit niet te vervolgen. In België spreekt men van seponering en in Nederland van sepot.

## Soorten
Op grond van het zogeheten opportuniteitsbeginsel kan het Openbaar Ministerie besluiten niet tot vervolging over te gaan. Dit kan verschillende redenen hebben. Het OM kan het te druk hebben met serieuzere misdrijven en daarom als beleid hebben dat bepaalde kleinere misdrijven niet worden vervolgd. Men spreekt dan van een beleidssepot of opportuniteitssepot. Technisch gezien is vervolging hier wel mogelijk, maar het OM overweegt steeds of een vervolging al dan niet opportuun is. Het doorslaggevende element hierbij is het openbaar belang. De keuze tussen seponeren en vervolgen is in dit geval afhankelijk van het persoonlijke oordeel van het OM. Het is ook mogelijk dat het OM het bewijs niet rond krijgt, omdat de dader onbekend is bijvoorbeeld. In dit geval kan het OM besluiten de (bij voorbaat kansloze) vervolging te staken. Men spreekt dan van een technisch sepot. Het OM heeft hier weinig beslissingsruimte over het al dan niet vervolgen van een zaak, gezien de beslissing tot niet-vervolging voortkomt uit de noodwendigheid van de zaak.
Ook kan een sepot onder bepaalde voorwaarden worden verleend. Men hoopt de dader voor de toekomst van soortgelijk gedrag af te houden. Men spreekt dan van een voorwaardelijk sepot. In België spreekt men hier van de pretoriaanse probatie.
In België is het OM wettelijk verplicht zijn beslissing tot seponering te motiveren. Dit gebeurt aan de hand van omzendbrief COL 12/1998 waarin de motieven van de zonder-gevolgstellingen bepaald werden.

## Niet akkoord
Wie het er niet mee eens is dat een zaak wordt geseponeerd, kan daartegen in verweer komen. In Nederland is dit geregeld in artikel 12 van het Wetboek van Strafvordering. Rechtstreeks belanghebbenden kunnen een klaagschrift indienen bij het gerechtshof. Als de raadkamer van het hof de klacht gegrond verklaart, moet het Openbaar Ministerie alsnog tot vervolging overgaan. Dit wordt de Artikel 12 Sv-procedure genoemd. In België is tegen een beslissing tot sepot niet in beroep te gaan. Men kan zich wel burgerlijke partij stellen bij de onderzoeksrechter, zodat het dossier verplicht heropend en onderzocht wordt.

## Einde
Een sepot behoeft niet het einde van een strafvervolging te betekenen, want het is geen einduitspraak van een rechter in de zin van art. 350 Sv.. Ook in België heeft de beslissing tot seponering een voorlopig karakter: het OM kan alsnog tot vervolgingen overgaan, voor zover de strafvordering nog toelaatbaar is.
Het OM wordt daarom niet door het beginsel ne bis in idem belet om later alsnog tot vervolging over te gaan. Wel is het bestuursrechtelijk vertrouwensbeginsel van toepassing: het OM mag niet meer tot vervolging overgaan als het een verdachte heeft medegedeeld de vervolging te beëindigen.